# Théorème d'Auslander-Buchsbaum
En algèbre commutative, le théorème d'Auslander-Buchsbaum aussi appelé théorème d'Auslander-Buchsbaum-Serre dit qu'un anneau local régulier est un anneau factoriel.

## Historique
L'historique de la preuve est donnée dans la discussion sur Mathoverflow de 2011.
La première preuve de ce théorème est de Maurice Auslander et David Buchsbaum et date de 1959. Ils ont montré que les anneaux locaux réguliers de dimension 3 sont des anneaux factoriels, et Masayoshi Nagata avait précédemment montré que cela implique que tous les anneaux locaux réguliers sont factoriels.
L'un des lemmes essentiels à la preuve a été démontré par Jean-Pierre Serre, et le résultat lui-même est d'abord anonncé par les auteurs en 1959, puis démontré en 1959. Kaplansky partage les contributions comme suit : « The big theorem was proved by Auslander, Buchsbaum and Serre. (The Auslander-Buchsbaum portion was announced in 1956, with full details in 1959; Serre finished the job in 1956.) ».